# Vjekoslav Luburić
Vjekoslav „Maks” Luburić (ur. 6 marca 1914 w Humacu, zm. 20 kwietnia 1969 w Carcaixent) – członek ruchu ustaszy, chorwacki wojskowy, generał służący podczas II wojny światowej, komendant obozu koncentracyjnego w miejscowości Jasenovac, zbrodniarz wojenny, emigracyjny działacz społeczno-polityczny i terrorysta.

## Życiorys
Urodził się we wsi Humac (część Ljubuški) na terenie ówczesnych Austro-Węgier. W młodości związany był z drobną przestępczością. Raz oskarżony został o włóczęgostwo, a 7 września 1929 roku skazany na dwa dni więzienia. Dwa lata później, w dniu 5 grudnia 1931 roku, Sąd Rejonowy w Mostarze skazał go na pięć miesięcy więzienia za defraudację funduszy należących do giełdy publicznej w Mostarze. Ponownie za defraudację aresztowany został później.
Luburić wyjechał z kraju i został przeszkolony w obozach ustaszy we Włoszech i na Węgrzech. Po inwazji państw Osi na Jugosławię w kwietniu 1941 roku, Luburić przyjechał do nowo proklamowanego Niepodległego Państwa Chorwackiego (NDH), z własnej inicjatywy przyłączył się do tworzonego przez ustaszy systemu i został jednym ze współpracowników Ante Pavelića. Grupa milicji ustaszy pod jego bezpośrednim dowództwem odpowiedzialna była za pierwszy masowy mord popełniony na Serbach w NDH, oddział dokonał masakr w miejscowościach Gudovac, Veljun i Glinie. Luburić został pierwszym dowódcą dla obszaru NDH wokół rzeki Driny, stąd też bywa on czasem nazywany jako Generał Drinjanin. Luburić był założycielem i komendantem pierwszego obozu koncentracyjnego w NDH, a od końca 1941 roku dowodził Brygadą Obronną Ustaszy, będącą częścią Urzędu Bezpieczeństwa Ustaszy. Brygada uczestniczyła w operacjach przeciwko czetnikom i partyzantom Tity, a także prowadziła obozy koncentracyjne i zaangażowała się w masowy terror. Dzięki swojej działalności Luburić zdobył reputację najbardziej brutalnego spośród wszystkich dowódców ustaszy.
Jako wódz naczelny wszystkich obozów koncentracyjnych NDH na ceremonii w dniu 9 października 1942 roku, ogłosił wielką „wydajność” obozu w Jasenovacu. Luburić wręczył najbardziej wydajnym żołnierzom, Pavelićovi i Andrijowi Artukovicovi srebrne i złote medale. Luburić cieszył się nieograniczonym zaufaniem Pavelicia, od którego otrzymał instrukcje dotyczące eksterminacji Serbów. Luburić osobiście uczestniczył w egzekucjach w obozie w Jasenovacu. Szacuje się, że w obozie zamordowanych zostało od 77 tys. do 100 tys. osób.
W 1944 roku doszło do nieudanego planu zamachu na Pavelicia przygotowanego przez Mladena Lorkovicia i Ante Vokicia, obaj zostali aresztowani i wysłani do obozu w Lepoglavie, gdzie w maju 1945 roku zostali skazani na śmierć przez Luburicia. W lutym 1945 roku Pavelić wysłał Luburicia do Sarajewa z instrukcjami zniszczenia ruchu oporu. Powojenna komisja badająca zbrodnie wojenne zidentyfikowała 323 ofiary terroru Luburicia w Sarajewie. Świadkiem tych zdarzeń był amerykański dziennikarz Landrum Bolling. Bolling po tym jak przybył do miasta 7 kwietnia po wyzwoleniu go przez partyzantów ujrzał m.in. sterty martwych ludzi poukładanych jeden na drugim i powieszonych na latarniach drutem kolczastym Serbów.
Pod koniec wojny, gdy teren NDH został zajęty przez wojska partyzanckie, Luburić powołał oddziały paramilitarne Krzyżowców (Križari) stojąc na ich czele do listopada 1945, po nieudanych próbach organizacji oddziałów, uciekł na Węgry, a następnie do Hiszpanii. Luburić pomagał tworzyć terrorystyczną organizację Chorwacki Opór Narodowy (Hrvatski narodni otpor, HNO). Ruch stał się agresywną organizacją ustaszy. Luburić kierował organizacją przez dwadzieścia pięć lat od chwili uzyskania w Hiszpania statusu uchodźcy. Luburić często podróżował do Chorwacji; mówiono o tym że ma dwie żony, jedną w Chorwacji, a drugą w Hiszpanii. Jego organizacja specjalizowała się w angażowaniu haraczy, usiłowaniu zabójstw, wymuszeniach, porwaniach, zamachach bombowych i innych przestępstwach z użyciem przemocy. Po jego śmierci jego następcy szukali powiązań z przestępczymi i terrorystycznymi organizacjami takimi jak La Cosa Nostra, chorwacka mafia w San Pedro i Prowizoryczna IRA.
Luburić został zabity 20 kwietnia 1969 roku w Caragante w Hiszpanii, przez byłego agenta jugosłowiańskiej UDBA, Iliję Stanicia infiltrującego organizację Luburicia. Jak się okazało w czasie zabójstwa, Stanić nie był już agentem tajnej policji jugosłowiańskiej. Stanić był chrześniakiem Luburicia, a syn Luburicia był towarzyszem broni Vinka Stanicia. Według doniesień Stanić zabił Luburicia ze względu na to, że ten porzucił Pavelicia.
Siostra Vjekoslava Luburicia, Nada Tanic Luburić została żoną innego ustasza, Dinka Šakicia.